# 東雲站 (東京都)
東雲站（日语：／ Shinonome eki */?）是位於日本東京都江東區東雲二丁目，屬於東京臨海高速鐵道臨海線的鐵路車站。車站編號是R 02。
最初的建設計劃沒有此站，此站是作為江東區的請願站開業。

## 車站
東雲站是一個高架車站，是臨海線少數位於地面的車站。車站附近路段原為日本國有鐵道（日本國鐵）計劃中的京葉貨物線的高架路段，因此站房直接建於架空路段下方的地面，以降低建築成本。由於這個原因，車站月台採對向式2面2線設計，是臨海線唯一採對向式月台設計的車站。

### 月台配置
| 月台 | 路線   | 方向 | 目的地                       |
| ---- | ------ | ---- | ---------------------------- |
| 1    | 臨海線 | 下行 | 大井町、大崎、新宿、川越方向 |
| 2    | 臨海線 | 上行 | 新木場方向                   |

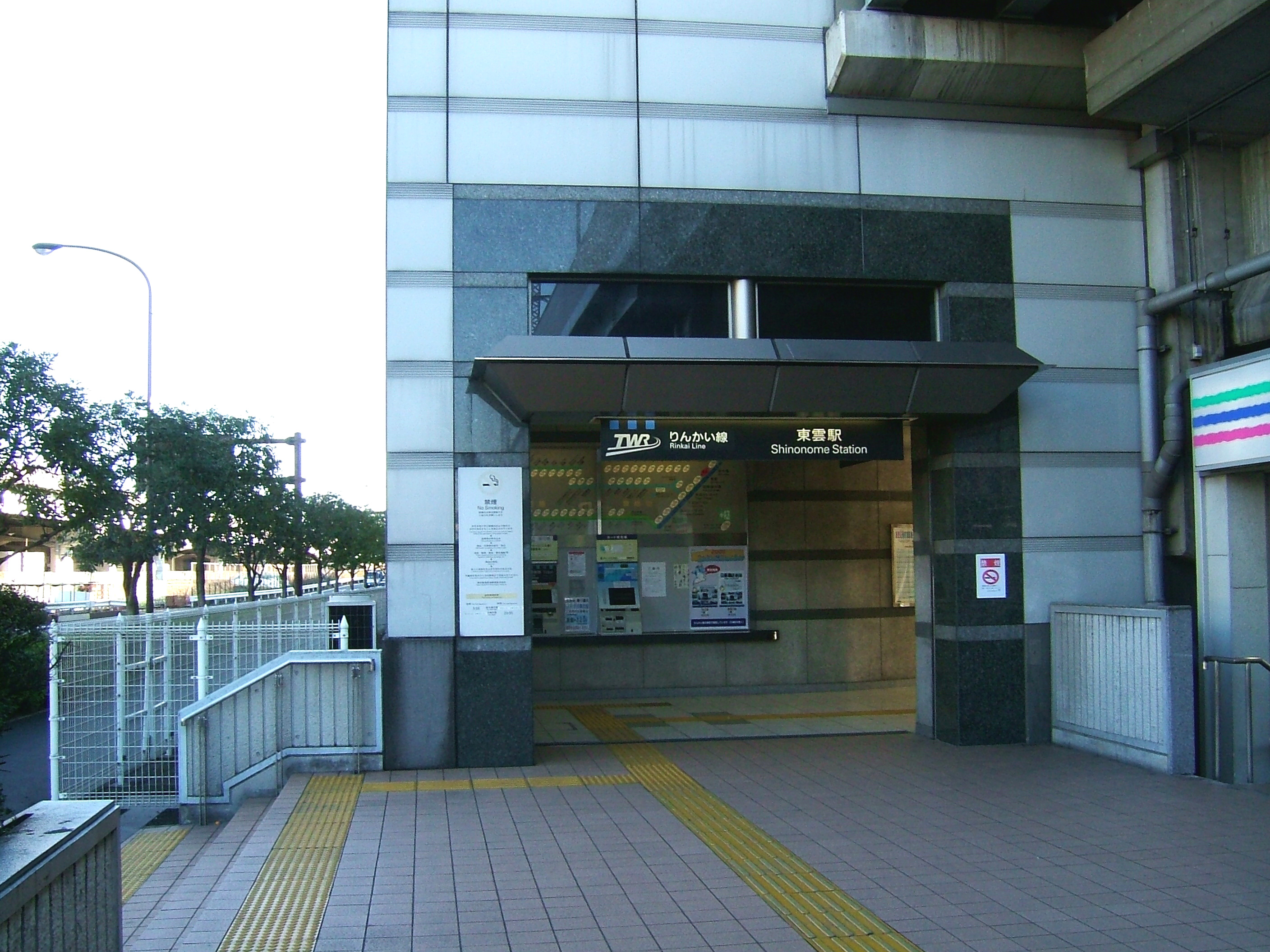
B出口
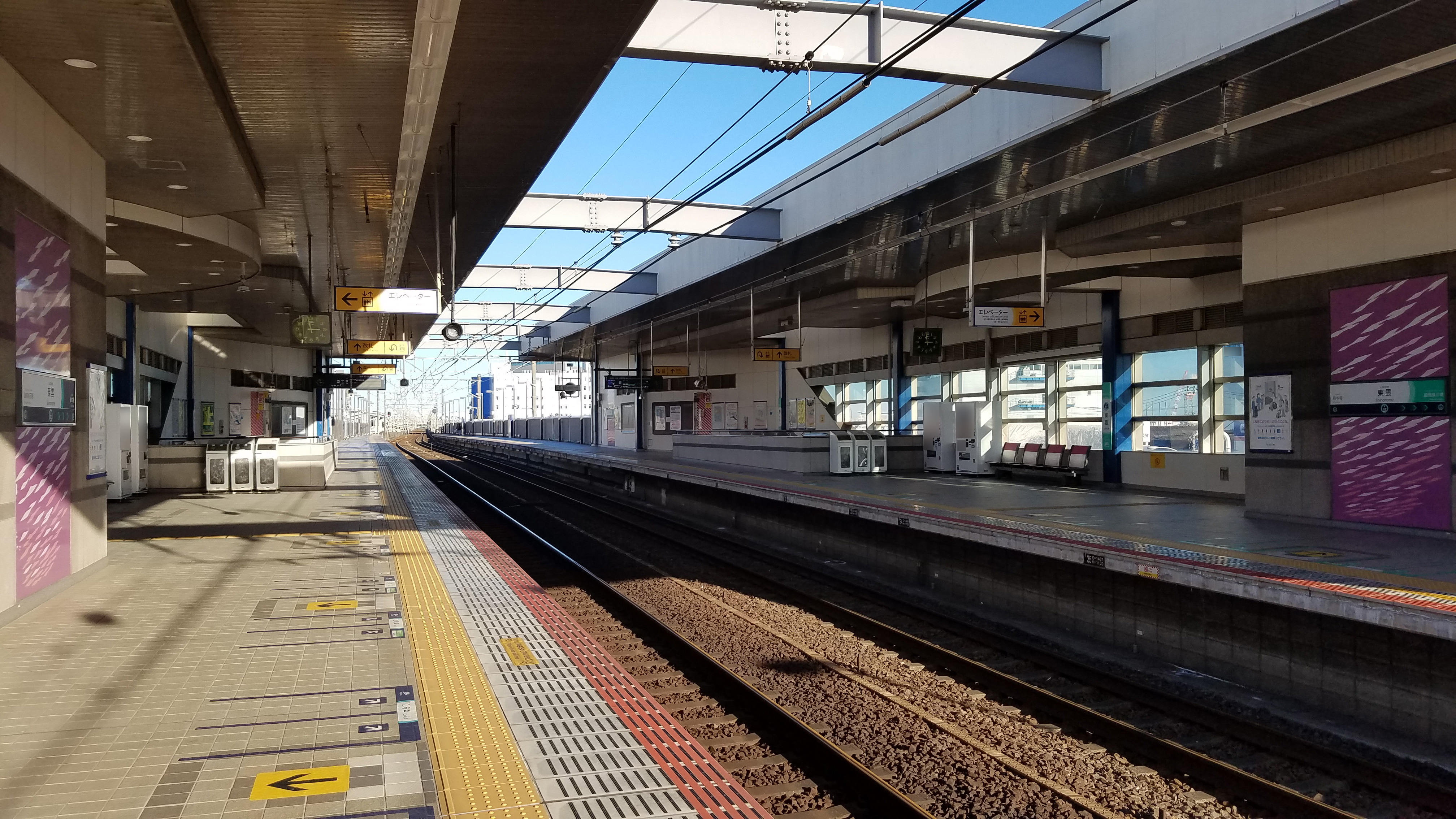
月台

## 使用情況
2016年（平成28年）度的1日平均上車人次為6,590人。是臨海線內8個車站當中最少的。即使包括JR線直通運行路段也比西大宮站、南古谷站還低，也是最少的。
開業以來的1日平均上車人次推移如下表。
| 年度               | 1日平均 上車人次 | 來源     |
| ------------------ | ---------------- | -------- |
| 1996年（平成08年） | 808              | [ * 1 ]  |
| 1997年（平成09年） | 1,082            | [ * 2 ]  |
| 1998年（平成10年） | 1,118            | [ * 3 ]  |
| 1999年（平成11年） | 1,175            | [ * 4 ]  |
| 2000年（平成12年） | 1,192            | [ * 5 ]  |
| 2001年（平成13年） | 1,496            | [ * 6 ]  |
| 2002年（平成14年） | 1,901            | [ * 7 ]  |
| 2003年（平成15年） | 2,749            | [ * 8 ]  |
| 2004年（平成16年） | 2,970            | [ * 9 ]  |
| 2005年（平成17年） | 3,468            | [ * 10 ] |
| 2006年（平成18年） | 4,203            | [ * 11 ] |
| 2007年（平成19年） | 4,374            | [ * 12 ] |
| 2008年（平成20年） | 4,822            | [ * 13 ] |
| 2009年（平成21年） | 5,178            | [ * 14 ] |
| 2010年（平成22年） | 5,268            | [ * 15 ] |
| 2011年（平成23年） | 5,352            | [ * 16 ] |
| 2012年（平成24年） | 5,793            | [ * 17 ] |
| 2013年（平成25年） | 6,335            | [ * 18 ] |
| 2014年（平成26年） | 6,449            | [ * 19 ] |
| 2015年（平成27年） | 6,541            | [ * 20 ] |
| 2016年（平成28年） | 6,590            |          |

## 历史
- 1996年（平成8年）3月30日－與臨海副都心線（新木場－東京電訊港段）一同開業。
- 2000年（平成12年）9月1日－臨海副都心線改稱為臨海線。
- 2002年（平成14年）12月1日－智能卡系統Suica投入服務。

## 其他
本站是不少廣告的取景場地，其中包括以下主要廣告：
- 三得利・BOSSコーヒー（「ボス電」編）
- KDDI・au（最後のメール編）
- 日本經濟新聞（別れた理由編）
- ビオフェルミン製薬・新ビオフェルミンS錠
- NTT DoCoMo（携帯マナー・電車編）
- 住友生命（「夢」篇）
- 日本コカ・コーラ・ジョージアエメラルドマウンテンブレンド（駅篇）
- プライム（企業CM）

## 相鄰車站
東京臨海高速鐵道
 臨海線
■通勤快速、■快速、■各站停車（所有列車在臨海線內均為各站停車）
新木場（R 01）－東雲（R 02）－國際展示場（R 03）

## 外部連結
- 東雲站 （页面存档备份，存于） - 東京臨海高速鐵道

35°38′26.27″N 139°48′12.18″E / 35.6406306°N 139.8033833°E